# میثم حسن‌زاده
میثم حسن‌زاده (زادهٔ ۱۸ مرداد۱۳۶۶ در مشهد) نویسنده و کارگردان سینما، تئاتر و مستندساز اهل ایران است.

## زندگی
حسن‌زاده در مشهد به دنیا آمد. در سال‌های نوجوانی به سینما علاقه پیدا کرد و در دوره‌های مطالعاتی تئاتر و فیلم در جهاد دانشگاهی شرکت کرد. پیش از ورود به دانشکده هنر و معماری برای تحصیل در رشته کارگردانی، دستیار کارگردان چندین نمایش و فیلم تلویزیونی بود. در سال ۱۳۸۷ وارد دانشگاه شد و همزمان در مدرسه کارنامه ثبت نام کرد و تحت تعلیم اساتیدی چون اصغر فرهادی و مانی حقیقی قرار گرفت.
حسن‌زاده سابقه ساخت چندین فیلم مستند و کوتاه دارد که از جشنواره‌های داخلی خارجی جوایز متعددی چون دیپلم افتخار جشنواره سانتیاگو و دیپلم افتخار جشنواره ای‌اواف لس‌آنجلس برای جای خالی حضور، دیپلم افتخار جشنواره پنج قاره ونزوئلا  برای کافه، خیابان، پیاده‌رو و همچنین برگزیده جشنواره خوشید و رضوی برای فیلم نوای دوباره از جمله آن است. میثم حسن‌زاده پیش‌تر با کارگردانی نمایش «بر ولادیمیر و استراگون چه گذشت؟» نامزد چندین جایزه در سیزدهمین جشنواره دانشجویی و جشنواره تئاتر فجر شده‌است.

## آثار

### سینما
| سال  | نام فیلم              | گونه    | کارگردان | فیلم‌نامه‌نویس |
| ---- | --------------------- | ------- | -------- | ------------ |
| ۱۴۰۱ | دوار                  | داستانی | آری      | آری          |
| ۱۳۹۴ | جای خالی حضور         | مستند   | آری      | آری          |
| ۱۳۹۱ | کافه، خیابان، پیاده‌رو | مستند   | آری      | آری          |
| ۱۳۸۸ | تولدت مبارک           | کوتاه   | آری      | آری          |

### تئاتر
حسن‌زاده در تئاتر هم فعال بود و نمایشنامه‌ای به نام «بر ولادیمیر و استراگون چه گذشت؟» را به همراه سیاوش طیب طاهر نوشت و و نامزد جوایز بسیار در سیزدهمین جشنواره دانشجویی، از جمله بهترین نمایش و بهترین نمایشنامه‌نامه شد. سال بعد «بر ولادیمیر و استراگون چه گذشت؟» وارد جشنواره فجر شد.
- ۱۳۸۵ با من مثل باران حرف بزن اثر تنسی ویلیامز (کارگردان، بازیگر)
- ۱۳۸۶ هیس (نویسنده، کارگردان)
- ۱۳۸۶ بازارچه اثر حسین ابراهیمی (بازیگر)
- ۱۳۸۷ حجله در آتش اثرحسین ابراهیمی (بازیگر)
- ۱۳۸۸ بر ولادیمیر و استراگون چه گذشت (نویسنده، کارگردان و بازیگر)
- ۱۳۹۰ شبی در قطار (نویسنده، کارگردان)
- ۱۳۹۱ همچون یرما (بازیگر)

## جوایز
| جشنواره                      | تاریخ | فیلم                        | محل برگزاری | بخش                          | نتیجه    |
| ---------------------------- | ----- | --------------------------- | ----------- | ---------------------------- | -------- |
| جشنواره بینش هند             | ۲۰۱۸  | تولدت مبارک                 | پالاکاد     | بهترین فیلم                  | نامزدشده |
| جشنواره فیلم و هنر جنوب      | ۲۰۱۷  | جای خالی حضور               | هیگین       | بهترین فیلم                  | نامزدشده |
| جشنواره Months Film Festival | ۲۰۱۷  | جای خالی حضور               | کلوژ        | بهترین فیلم                  | نامزدشده |
| جشنواره فلاکوس               | ۲۰۱۷  | جای خالی حضور               | سانتیاگو    | بهترین فیلم                  | برنده    |
| فستیوال بین‌المللی سحر        | ۲۰۱۷  | تولدت مبارک                 | منچستر      | بهترین فیلم                  | نامزدشده |
| AOF                          | ۲۰۱۶  | جای خالی حضور               | لس‌آنجلس     | بهترین فیلم                  | برنده    |
| جشنواره بین‌المللی پنج قاره   | ۲۰۱۶  | جای خالی حضور               | آنسوآتگی    | بهترین فیلم                  | نامزدشده |
| آ.او. اف فیلم فستیوال        | ۲۰۱۶  | کافه، خیابان، پیاده‌رو       | لاس‌وگاس     | دیپلم افتخار بهترین فیلم     | برنده    |
| وی فیلم فستیوال              | ۲۰۱۶  | کافه، خیابان، پیاده‌رو       | بیروت       | بهترین فیلم                  | نامزدشده |
| جشنواره فیلم پنج قاره        | ۲۰۱۶  | کافه، خیابان، پیاده‌رو       | آنسوآتگی    | بهترین فیلم                  | نامزدشده |
| جشنواره فیلم خورشید          | ۲۰۱۶  | کافه، خیابان، پیاده‌رو       | تهران       | دیپلم افتخار بهترین فیلم     | برنده    |
| جشنواره فیلم سحر             | ۲۰۱۶  | کافه، خیابان، پیاده‌رو       | منچستر      | بهترین فیلم                  | نامزدشده |
| جشنواره آکادمی فیلم انگلیس   | ۲۰۱۵  | جای خالی حضور               | لندن        | بهترین فیلم                  | نامزدشده |
| جایزه طلایی لندن             | ۲۰۱۴  | تولدت مبارک                 | لندن        | بهترین فیلم                  | نامزدشده |
| جشنواره فیلم رضوی            | ۲۰۱۱  | نوای دوباره                 | مشهد        | دیپلم افتخار بهترین فیلم‌نامه | برنده    |
| جشنواره تئاتر فجر            | ۲۰۱۰  | بر ولادمیر استراگون چه گذشت | تهران       | بهترین تئاتر                 | نامزدشده |
| جشنواره تئاتر دانشجویی       | ۲۰۰۹  | بر ولادمیر استراگون چه گذشت | تهران       | بهترین نمایشنامه             | برنده    |